# Kuwait ai Giochi della XXX Olimpiade

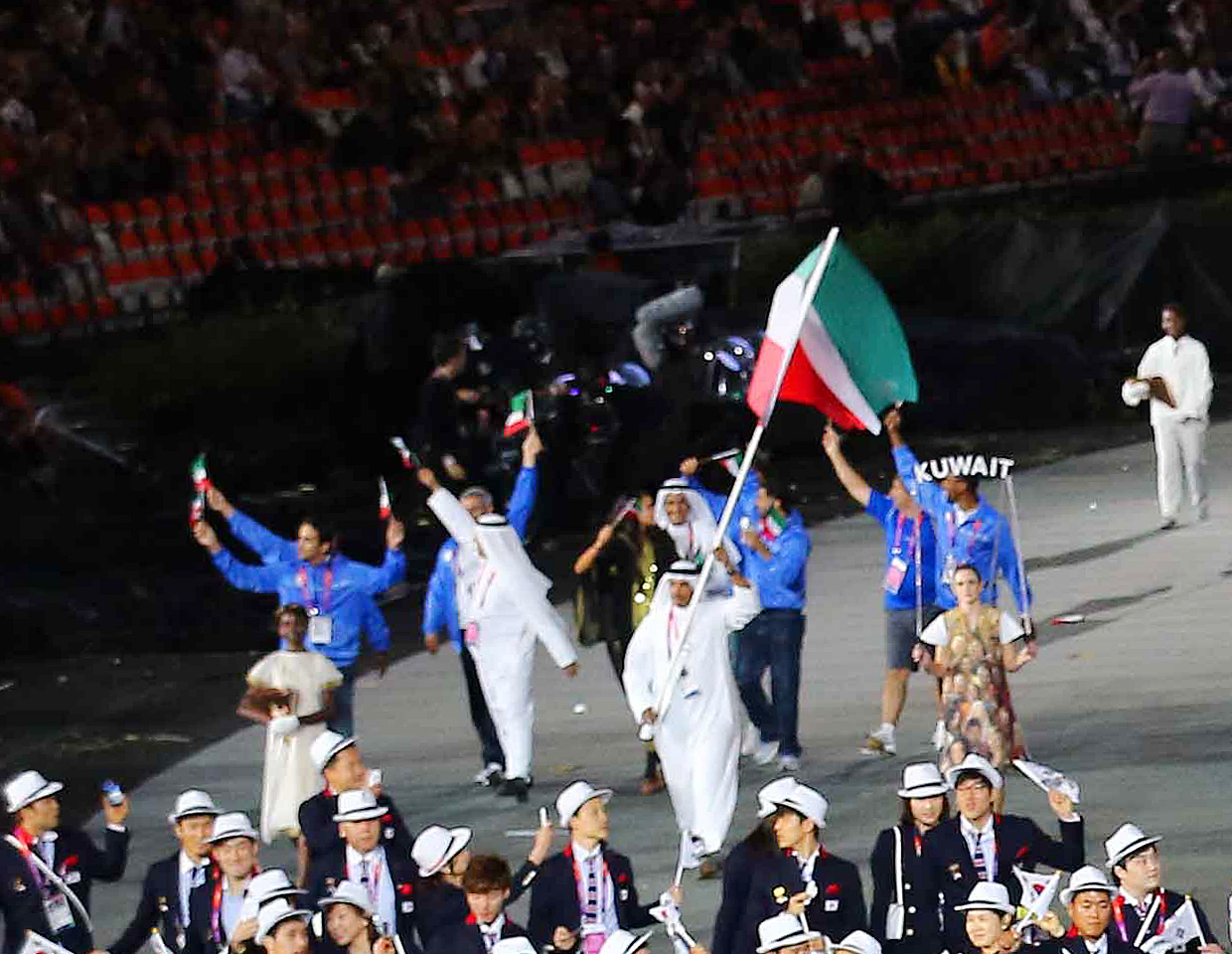

Il Kuwait ha partecipato ai Giochi della XXX Olimpiade di Londra, che si sono svolti dal 27 luglio al 12 agosto 2012, con una delegazione di 11 atleti.

## Medaglie
| Sport       | Oro | Argento | Bronzo | Totale |
| ----------- | --- | ------- | ------ | ------ |
| Tiro a volo | 0   | 0       | 1      | 1      |
| Totale      | 0   | 0       | 1      | 1      |

### Medaglie di bronzo
| Medaglia | Nome              | Sport       | Evento        |
| -------- | ----------------- | ----------- | ------------- |
| Bronzo   | Fehaid Al-Deehani | Tiro a volo | Trap maschile |

## Atletica leggera
| Gara                 | Atleta         | Batterie     | Batterie     | Quarti          | Quarti          | Semifinali      | Semifinali      | Finale          | Finale          |
| Gara                 | Atleta         | Tempo        | Pos.         | Tempo           | Pos.            | Tempo           | Pos.            | Tempo           | Pos.            |
| -------------------- | -------------- | ------------ | ------------ | --------------- | --------------- | --------------- | --------------- | --------------- | --------------- |
| Mohammad Al-Azemi    | 800 m          | Squalificato | Squalificato |                 |                 |                 |                 |                 |                 |
| Abdulaziz Al-Mandeel | 110 m ostacoli | 14"00        | 7º           | Non qualificato | Non qualificato | Non qualificato | Non qualificato | Non qualificato | Non qualificato |

Eventi concorsi
| Atleta         | Evento               | Qualificazioni | Qualificazioni | Finale          | Finale          |
| Atleta         | Evento               | Misura         | Posizione      | Misura          | Posizione       |
| -------------- | -------------------- | -------------- | -------------- | --------------- | --------------- |
| Ali Al-Zinkawi | Lanicio del martello | 73,40          | 18º            | Non qualificato | Non qualificato |

## Nuoto e sport acquatici

### Nuoto
Maschile
| Atleta              | Evento         | Batteria | Batteria   | Semifinale      | Semifinale      | Finale          | Finale          |
| Atleta              | Evento         | Tempo    | Classifica | Tempo           | Classifica      | Tempo           | Classifica      |
| ------------------- | -------------- | -------- | ---------- | --------------- | --------------- | --------------- | --------------- |
| Abdullah Al-Tuwaini | 200 m farfalla | 2'05"41  | 36º        | Non qualificato | Non qualificato | Non qualificato | Non qualificato |

Femminile
| Atleta      | Evento            | Batteria | Batteria   | Semifinale      | Semifinale      | Finale          | Finale          |
| Atleta      | Evento            | Tempo    | Classifica | Tempo           | Classifica      | Tempo           | Classifica      |
| ----------- | ----------------- | -------- | ---------- | --------------- | --------------- | --------------- | --------------- |
| Fai Hussain | 50 m stile libero | 27"92    | 48ª        | Non qualificato | Non qualificato | Non qualificato | Non qualificato |

## Tennistavolo
Maschile
| Atleta           | Evento  | Preliminari          | Round 1              | Round 2              | Round 3              | Round 4              | Quarti di finale     | Semifinale           | Finale               |                 |
| Atleta           | Evento  | Avversario Risultato | Avversario Risultato | Avversario Risultato | Avversario Risultato | Avversario Risultato | Avversario Risultato | Avversario Risultato | Avversario Risultato |                 |
| ---------------- | ------- | -------------------- | -------------------- | -------------------- | -------------------- | -------------------- | -------------------- | -------------------- | -------------------- | --------------- |
| Ibrahem Al-Hasan | Singolo | Saheed Idowu V 4–2   | Paul Drinkhall P 0–4 | Non qualificato      | Non qualificato      | Non qualificato      | Non qualificato      | Non qualificato      | Non qualificato      | Non qualificato |

## Tiro a segno/volo
Maschile
| Atleta              | Evento      | Qualificazione | Qualificazione | Finale          | Finale          |
| Atleta              | Evento      | Punteggio      | Classifica     | Punteggio       | Classifica      |
| ------------------- | ----------- | -------------- | -------------- | --------------- | --------------- |
| Abdullah Al-Rashidi | Skeet       | 116            | 21º            | Non qualificato | Non qualificato |
| Fehaid Al-Deehani   | Trap        | 124            | 2º Q           | 145             |                 |
| Fehaid Al-Deehani   | Double trap | 140            | 3º Q           | 185             | 4º              |
| Talal Al-Rashidi    | Double trap | 116            | 26º            | Non qualificato | Non qualificato |